# Ephraim Chambers

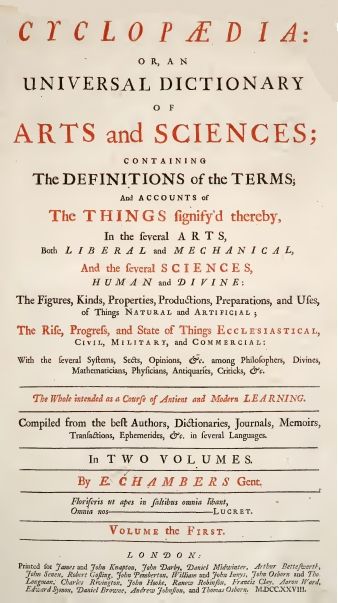
Portada de la Cyclopaedia.

Ephraim Chambers (Kendal, 1680-Islington, 15 de mayo de 1740) fue un enciclopedista inglés que publicó la Cyclopaedia en 1728.

## Semblanza
Chambers nació en Kendal, Westmorland, en la última parte del siglo XVII. Fue aprendiz con un fabricante de globos terráqueos en Londres, pero habiendo concebido el plan de su Cyclopaedia, o Diccionario Universal de Artes y Ciencias, se dedicó enteramente a él.
La primera edición apareció por suscripción en 1728, en dos volúmenes, dedicada al Rey. L'Encyclopédie de Denis Diderot y de Jean le Rond d'Alembert debió su inicio a una traducción francesa del trabajo de Chambers. Además de la Cyclopaedia, Chambers escribió para la Literary Magazine (1735-1736), y tradujo la Historia y las Memorias de la Academia Real de Ciencias en París (1742), y la Práctica de Perspectiva del francés de Jean Dubreuil.

## Epitafio
Chambers fallece el 15 de mayo de 1740, y como miembro de la Royal Society y noble es sepultado en los soportales de la Abadía de Westminster (Espinasse, 2004). 
Dice su epitafio: 
| "Multis pervulgatus paucis notus Qui vitam inter lucem et umbram Nec eruditus nec idiota Literis deditus transegit, sed ut homo Qui humani nihil a se alienum putat Vita simul et laboribus functus Hic requiescere voluit EPHRAIM CHAMBERS. :"Oído por muchos, Conocido por pocos, Llevó una vida entre la fama y la oscuridad No se podrá decir que no aprendió Devoto del estudio, pero como humano que pensó en todos los oficios de la humanidad, Habiendo finalizado su vida y su labor juntas, Aquí desea descansar EPHRAIM CHAMBERS." |